# Praso (plaats)
Praso is een gemeente in de Italiaanse provincie Trente (regio Trentino-Zuid-Tirol) en telt 362 inwoners (31-12-2004). De oppervlakte bedraagt 9,8 km², de bevolkingsdichtheid is 37 inwoners per km².

## Demografie
Praso telt ongeveer 153 huishoudens. Het aantal inwoners daalde in de periode 1991-2001 met 2,9% volgens cijfers uit de tienjaarlijkse volkstellingen van ISTAT.
| Jaar | Inwoneraantal |
| ---- | ------------- |
| 1991 | 381           |
| 2001 | 370           |

## Geografie
Praso grenst aan de volgende gemeenten: Daone, Roncone, Lardaro, Bersone, Pieve di Bono.